# Las Estrellas (série télévisée)
Las Estrellas est une telenovela argentine diffusée entre le 29 mai 2017 et le 19 janvier 2018 sur El Trece.

## Synopsis
Cinq sœurs de mères différentes se réunissent à l'occasion de la mort de leur père, Mario Estrella. À la lecture du testament, elles découvrent que leur père impose une condition indispensable pour toucher l'héritage : elles doivent réussir un « hôtel-boutique » pour une durée d'un an. Ainsi, Virginia, Lucía, Carla, Florencia et Miranda n'auraient d'autre choix que d'apprendre à faire face à leurs grandes différences.

## Acteurs et personnages
- Celeste Cid : Virginia Estrella
- Marcela Kloosterboer : Lucía Estrella
- Natalie Pérez : Carla Estrella
- Violeta Urtizberea : Florencia Estrella
- Justina Bustos : Miranda Estrella
- Esteban Lamothe : Javo Valdés
- Gonzalo Valenzuela : Manuel Eizaguirre
- Rafael Ferro : Ignacio Basile Córdoba
- Silvina Luna : Julia
- Luciano Castro : Mariano Montenegro
- Nazareno Casero : Dani Caccavella
- Nicolás Francella : Federico Alcántara
- Nicolás Riera : Leo Loma
- Patricia Etchegoyen : Elisa de Estrella
- Patricia Viggiano : Coki
- Silvia Kutika : Teresa de Estrella
- Ezequiel Rodrìguez : Sebastián Le Brun
- Josefina Pieres : Agustina
- Julieta Nair Calvo : Jazmín del Río

## Diffusion
- El Trece (2017)
- Teledoce (2017)

### Sources
- (es) Cet article est partiellement ou en totalité issu de l’article de Wikipédia en espagnol intitulé « Las Estrellas (telenovela) » (voir la liste des auteurs).